# Осен (коммуна)
Осе́н (фр. Ausseing, окс. Aussen) — коммуна во Франции, находится в регионе Юг — Пиренеи. Департамент — Верхняя Гаронна. Входит в состав кантона Сали-дю-Салат. Округ коммуны — Сен-Годенс.
Код INSEE коммуны — 31030.

## География
Коммуна расположена приблизительно в 650 км к югу от Парижа, в 65 км к юго-западу от Тулузы.
По территории коммуны протекают небольшие реки Лубраг (фр. Loubrague) и Сент-Антуан (фр. Saint-Antoine).

## Климат
Климат умеренно-океанический. Зима мягкая и снежная, весна характеризуется сильными дождями и грозами, лето сухое и жаркое, осень солнечная. Преобладают сильные юго-восточные и северо-западные ветры.

## Население
Население коммуны на 2010 год составляло 72 человека.
| 1962 | 1968 | 1975 | 1982 | 1990 | 1999 | 2010 |
| ---- | ---- | ---- | ---- | ---- | ---- | ---- |
| 74   | 62   | 57   | 47   | 55   | 61   | 72   |

## Администрация
| Период | Период | Фамилия          | Партия                              | Примечания |
| ------ | ------ | ---------------- | ----------------------------------- | ---------- |
| 2001   | 2008   | Андре Казнёв     |                                     |            |
| 2008   | 2014   | Даниэль Дежарден | Французская коммунистическая партия |            |
| 2014   | 2020   | Жиль Пари        |                                     |            |

## Экономика
В 2010 году среди 53 человек трудоспособного возраста (15—64 лет) 35 были экономически активными, 18 — неактивными (показатель активности — 66,0 %, в 1999 году было 72,7 %). Из 35 активных жителей работали 26 человек (14 мужчин и 12 женщин), безработных было 9 (5 мужчин и 4 женщины). Среди 18 неактивных 7 человек были учениками или студентами, 7 — пенсионерами, 4 были неактивными по другим причинам.